# Little Moreton Hall
Little Moreton Hall (również Old Moreton Hall) – zabytkowy dwór w hrabstwie Cheshire (Anglia).
Obiekt z XVI w. wykonany z muru pruskiego otoczony fosą położony 4,5 mili (7,2 km) na południowy zachód od miasta Congleton w kierunku do Newcastle-under-Lyme.
Budowę rozpoczęto w 1504 za Williama I Moretona, a dom był wznoszony etapami i ukończony około 100 lat później. Angielska wojna domowa przyniosła dramatyczną zmianę w losach rodziny Moreton, która była związana z rojalistami w regionie zdominowanym przez parlamentarzystów. W wyniku wojny William Moreton III i jego syn Edward zostali uwięzieni i nie mogli po uwolnieniu wrócić do swojej posiadłości, ponieważ została ona skonfiskowana przez rząd. Prowadzenie domu powierzono jego dwóm córkom, Annie i Jane, które wynajęły go za wygórowaną stawkę. Kiedy William Moreton III wrócił z niewoli, nie był w stanie spłacić długów. W kolejnych 200 latach obiekt był wynajmowany najpierw krewnym, a następnie kolejnym dzierżawcom. Przy niewielkim zainteresowaniu ze strony właścicieli, budynek przetrwał w swoim pierwotnym stanie, zamiast zostać przebudowanym do bardziej nowoczesnych standardów. W latach 1880–1955 posiadłość wynajmowała rodzina Dale'ów. Kiedy w 1892 Elizabeth Moreton (1821-1912) odziedziczyła dom, był on bliski zawaleniu i niezbędne były pilne prace remontowe, które zainicjowała.

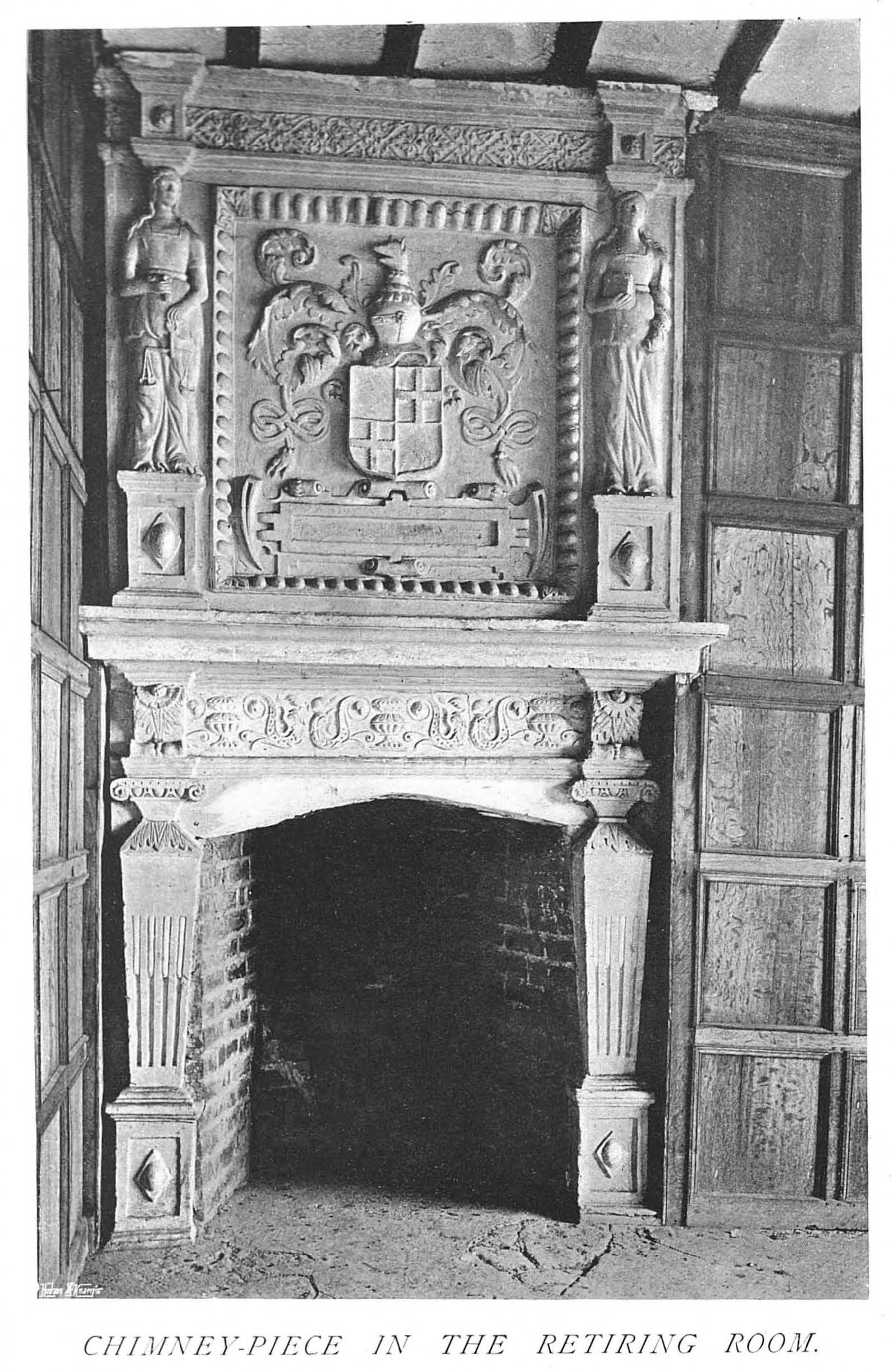
Kominek z herbem  Moreton
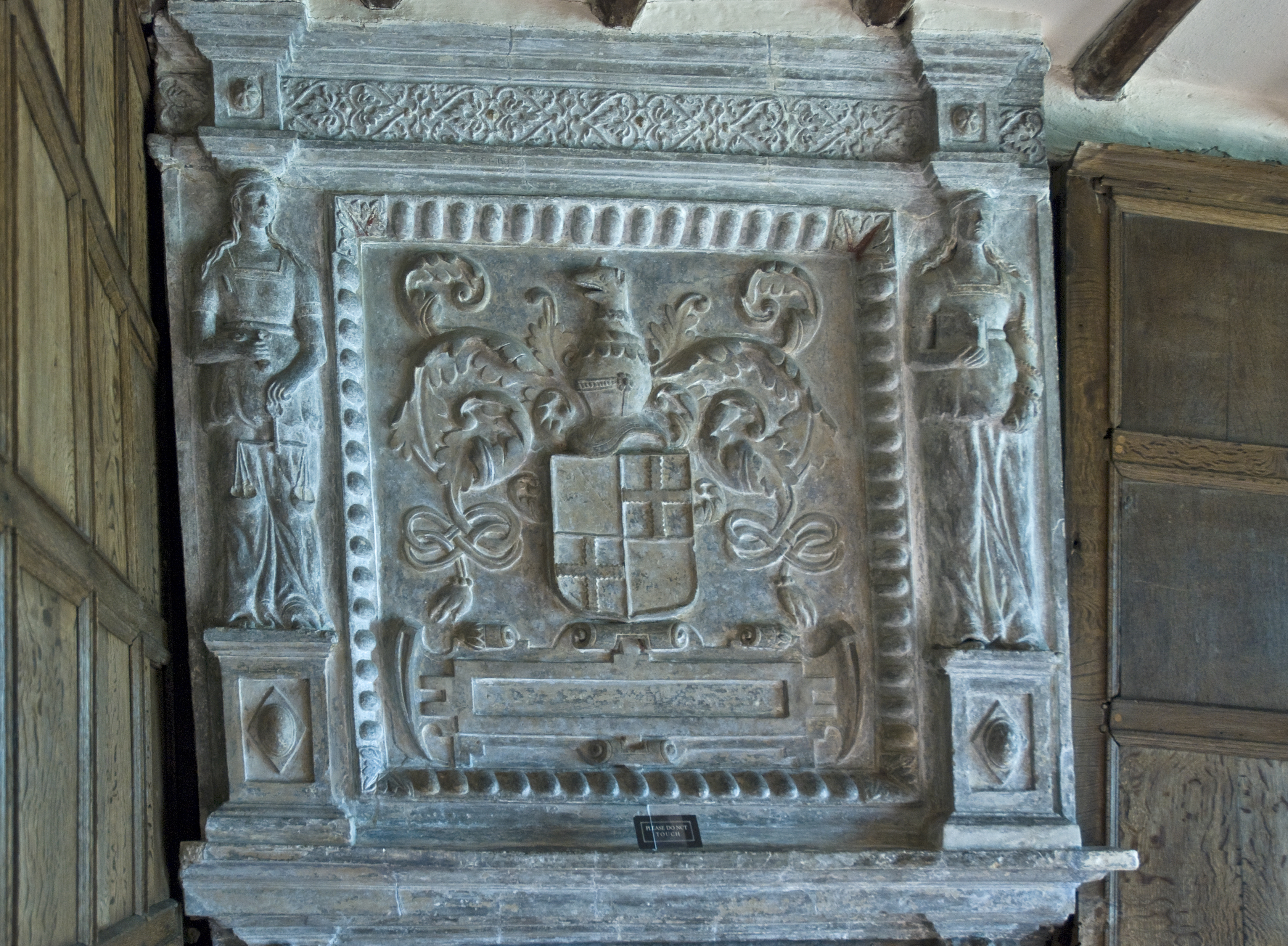
Kominek z herbem  Moreton
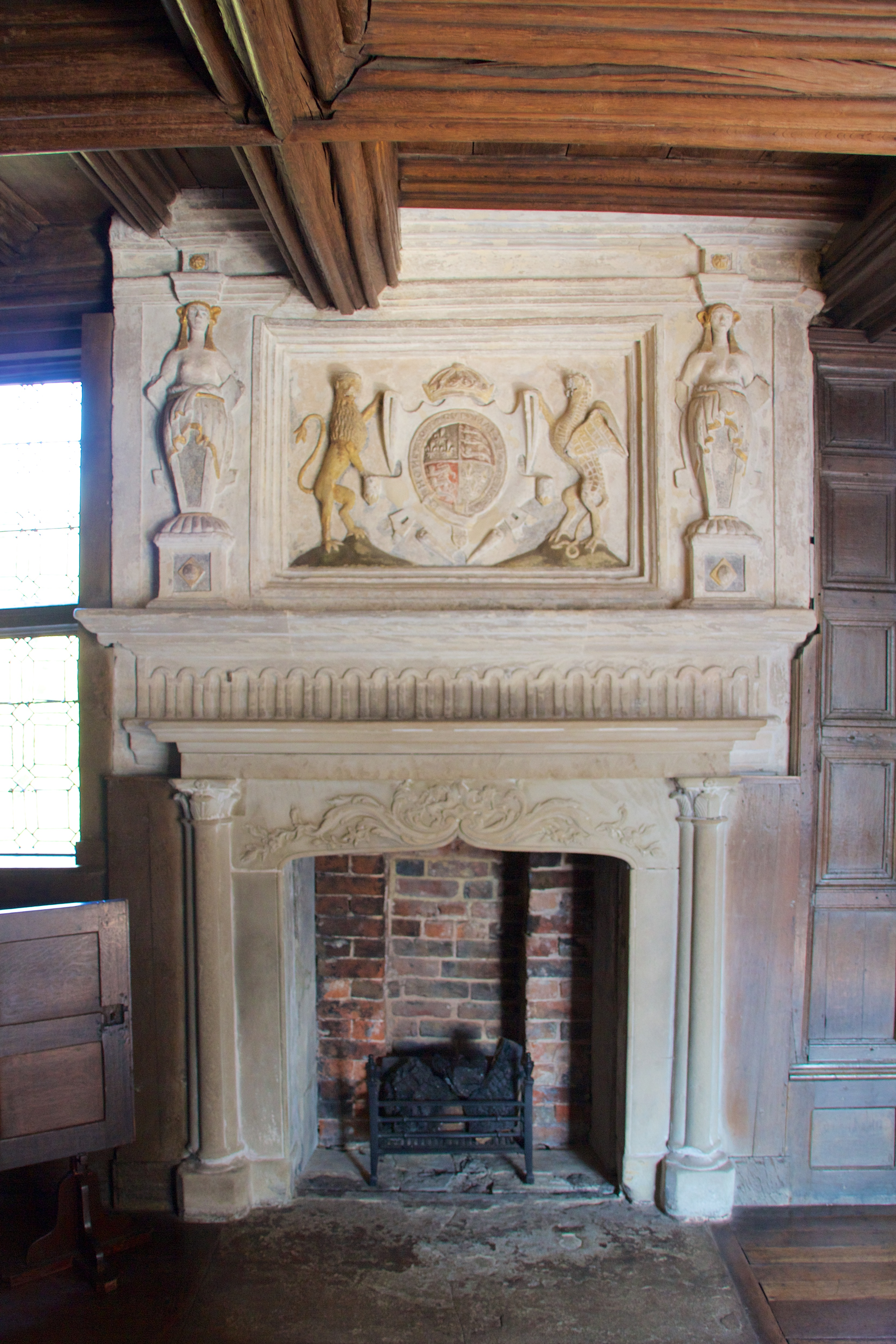
Kominek z herbem Elżbiety I
Herb Elżbiety I